# Terhofstede

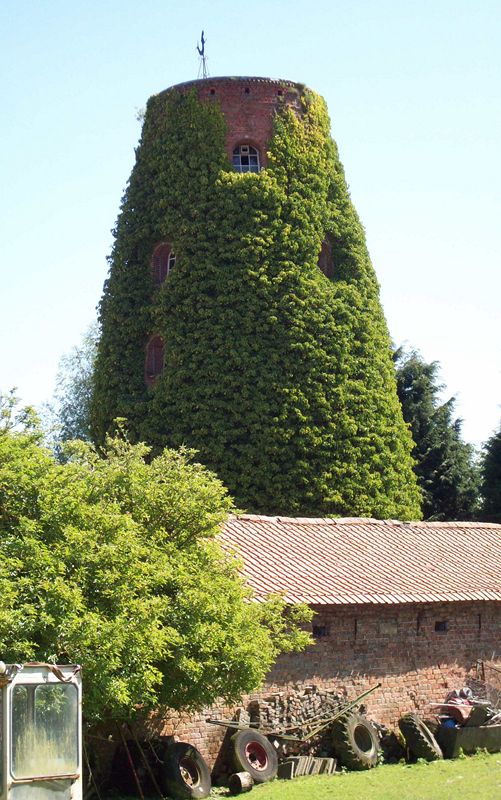
Molenrestant De Meermin

Terhofstede is een buurtschap ten zuiden van Retranchement in de gemeente Sluis, in de Nederlandse provincie Zeeland. De buurtschap bevindt zich in de regio Zeeuws-Vlaanderen. De naam van deze buurtschap verwijst naar een boerderij uit de 12e eeuw die in bezit was van de Sint-Baafsabdij te Gent.
Iets ten westen van Terhofstede werd in 1643 de redoute Berchem gebouwd die het Zwin tegen de Spanjaarden moest beschermen. Aangezien in 1648 de Vrede van Münster werd gesloten verviel de functie van deze versterking en ze werd al spoedig verlaten, waarna ze in verval raakte. Een klein reliëf in de grond toont aan waar de redoute ooit gelegen heeft.
Er was in het verleden een haventje waar schepen op gunstige wind konden wachten als ze op doortocht waren naar Sluis. Tegenwoordig is Terhofstede een schilderachtig groepje huizen dat gelegen is langs bochtige dijken die omzoomd zijn met knotwilgen.
Het aanzien van Terhofstede wordt gekenmerkt door een hoge molenromp, die een overblijfsel is van windmolen De Meermin uit 1896.
Steden: Aardenburg · IJzendijke · Oostburg · Sint Anna ter Muiden · Sluis

Dorpen: Breskens · Cadzand · Eede · Groede · Hoofdplaat · Nieuwvliet · Retranchement · Schoondijke · Sint Kruis · Waterlandkerkje · Zuidzande

Buurtschappen: Akkerput · Bakkersdam · Balhofstede · Biezen · Boerenhol · Braamhul · De Brabander · De Bracke · Cadzand-Bad · Cathelijneschans/Schans · Dam · De Dam · Draaibrug · Halve Maantje · Hans Vriezeschans · Het Eiland · Goedleven · Groeneboomgaard · Grootendam/De Hoogedam · Heille · Hoogendijk · Hoogeweg · Kapitalendam · Ketelaarstraat · Klakbaan · Klein-Brabant · Konijnenberg · Koninginnehaven · Kruisdijk · Kruishoofd · Maagdenberg · Maagd van Gent (deels) · Maaidijk · Marollenput · Moershoofde (deels) · Moleke (deels) · Molentje · Mollekot (deels) · De Munte · Nieuwesluis · Nieuwland · Nieuwvliet-Bad · Nolle · Nummer Een · Oostburgsche Brug · Oosthoek (deels) · Oudeland · Oudemenne · De Pas · Plankenpoortje · Plakkebord · De Platluis · Polderstraat/Steenoven · 't Poldertje · Ponte · Ponte-Avancé · Pyramide · Rijksweg · Ronduit · Roodenhoek · Sasput · Scherpbier · Sint Pieter · Slepershaven/Slapershaven · Slijkplaat · Slikkenburg · Sluissche Veer · Smedekensbrugge · Spitsbroek · Steenhoven · Steenoven · Stenen Heule · Stroopuit · Terhofstede · Ter-Moere · Tol (Schoondijke) · Tol (Waterlandkerkje) · De Tol · Tragel · Turkeye · Valeiskreek · Veldzicht · Veldzicht (deels) · De Verkorting · Verklikker · Vuilpan · Wafeldorp · Waterhoek · Waterloo · Zandertje · Het Zwindorp

Historische plaatsen: De Keizer · Oude Stad (Aardenburg) · Pannenhuis · Potjes

Zeeland: Steden en dorpen in Zeeland      Nederland: Provincies · Gemeenten